# Donje Nedeljice
Donje Nedeljice (cyr. Доње Недељице) – wieś w Serbii, w okręgu maczwańskim, w mieście Loznica. W 2011 roku liczyła 512 mieszkańców.